# Каронија
Каронија (итал. Caronia) је насеље у Италији у округу Месина, региону Сицилија.
Према процени из 2011. у насељу је живело 1825 становника. Насеље се налази на надморској висини од 266 м.

## Становништво
| 1936. | 1951. | 1961. | 1971. | 1981. | 1991. | 2001. | 2011. |
| ----- | ----- | ----- | ----- | ----- | ----- | ----- | ----- |
| 6.120 | 6.328 | 5.692 | 5.029 | 4.186 | 4.116 | 3.589 | 3.463 |